# Янурен
Янурен (на гръцки: Γιαννούλη) е село в Западна Тракия, Гърция, дем Софлу.

## География
Селото е разположено на 10 километра западно от центъра на дем Софлу – град Софлу.

## История
В XIX век Янурен е българско село в Софлийска кааза на Одринския вилает на Османската империя.
Деляло се е на 4 махали: Патешова, Гидикова, Берова и Шумагелова. Църквата на Янурен „Свети Архангел“ е строена през 1840 г. и преминава към Българската екзархия веднага след учредяването си. Свещеник е бил отец Рига от селото. След него е ръкоположен синът му Апостол Ригов, по-късно Яко Апостолов и последен до опожаряването на църквата през 1912 г. е Апостол Георгиев. Българско училище е открито също през 1840 г. с учител Илия Фотев от Свиленград. Сграда на училището се строи през 1867 г. Съборът на селото е бил на 21 ноември, Архангеловден. Бойчо Грозев (Болния) е бил като войвода на селото до Освободителната война 1878 г., когато Янурен има 1500 българи в 350 къщи. През септември 1878 г. около 300 семейства са принудени по насилствен начин да се изселят в България.
Според статистиката на професор Любомир Милетич в 1912 година в селото живеят 96 български екзархийски семейства.
През 1912 г. църквата е опожарена от турски башибозук. Българското население на Янурен е подложено на геноцид през лятото на 1913 г. Димитър Шалапатов описва повече за създаването и унищожаването чрез геноцидни практики на селото в своята книга „Българските християнски селища в Западна (Беломорска) Тракия“. В нарушение на Лондонския мирен договор от 17 май 1913 г. селото е нападнато от турците първо на 4 юли 1913 г., после на 6 юли 1913 г. и накрая с артилелия на 7 юли 1913 г. На 8 юли 1913 селото е ограбено и опожарено от турската войска на Османската империя. Оцелелите жертви на геноцида търсят спасение от европейските консули в Дедеагач (дн. Александропулис), но биват предадени на османските сили, за да бъдат отведени в робство по кървавия път към Мала Азия заедно с над 30 хиляди българи от околните села. Много от тях са избити и изнасилени по пътя. Все пак 96 български семейства се завръщат и заселват по родните си места. За 7 години селото възстановява 85 къщи и наброява около 500 жители. До 16 май 1920 г. селото остава в пределите на България.
Януренци се отличавали със своите традиции, бит и носии.

## Личности
Родени в Янурен
- Апостол Попгеоргиев (1835 – 1912), български свещеник в Сливен от 1867 година[3]